# Tala (Cypr)
Tala (gr. Τάλα) – wieś w Republice Cypryjskiej, w dystrykcie Pafos. W 2011 roku liczyła 2695 mieszkańców.
We wsi znajduje się monaster św. Neofita i zabytkowy kościół św. Katarzyny z przełomu XV i XVI wieku.